# The Essential Pansy Division
The Essential Pansy Division is een verzamelalbum van de Amerikaanse queercore-band Pansy Division. Het werd uitgegeven op 24 januari 2006 door Alternative Tentacles en is het tweede album dat de band via dit label heeft laten uitgeven. De leden van de band hebben de nummers op het album zelf geselecteerd. Het bevat de meest populaire en noemenswaardige nummers van Pansy Division die zijn opgenomen tussen 1992 en 2003. Naast de cd is er ook een dvd bij het album bijgevoegd. Hier staan videoclips en live videomateriaal van concerten op.

## Nummers
1. "Who Treats You Right" Total Entertainment! (2003) - 2:21
2. "Fem in a Black Leather Jacket" Fem in a Black Leather Jacket 7" (1992) - 2:03
3. "Anthem" Undressed (1993) - 2:24
4. "I'm Gonna Be a Slut" More Lovin' from Our Oven (1997) - 2:09
5. "Horny in the Morning" Wish I'd Taken Pictures (1996) - 1:35
6. "Dick of Death" Wish I'd Taken Pictures - 2:40
7. "Bad Boyfriend" Absurd Pop Song Romance (1998) - 2:29
8. "The Summer You Let Your Hair Grow Out" Wish I'd Taken Pictures - 2:11
9. "Spiral" Total Entertainment! - 3:08
10. "Denny (Naked)" James Bondage 7" (1995) - 2:31
11. "Boyfriend Wanted" Undressed - 2:51
12. "Luv Luv Luv" Absurd Pop Song Romance - 2:35
13. "James Bondage" Deflowered (1995) - 2:49
14. "Vanilla" Wish I'd Taken Pictures - 2:08
15. "Alpine Skiing" Total Entertainment! - 3:11
16. "Bunnies" Undressed - 2:00
17. "Groovy Underwear" Deflowered - 3:40
18. "No Protection" Total Entertainment! - 3:52
19. "Sweet Insecurity" Absurd Pop Song Romance - 4:03
20. "Deep Water" Deflowered - 2:07
21. "You're Gonna Need Your Friends" Absurd Pop Song Romance - 3:16
22. "The Best Revenge" Absurd Pop Song Romance - 4:53
23. "Negative Queen (Stripped Bare)" More Lovin' from Our Oven - 2:15
24. "Headbanger" For Those About to Suck Cock EP (1997) - 2:53
25. "Political Asshole" Queer to the Core EP (1997) - 1:14
26. "I Can't Sleep" Outpunk Dance Party (1994) - 1:32
27. "I Really Wanted You" Wish I'd Taken Pictures - 2:12
28. "The Cocksucker Club" Undressed - 2:18
29. "Homo Christmas" Fem in a Black Leather Jacket 7" - 2:31
30. "He Whipped My Ass In Tennis (Then I Fucked His Ass In Bed)" Total Entertainment! - 2:12
31. "Two Way Ass" Queer to the Core EP - 0:16

## Dvd
Videoclips
1. "Hippy Dude" – 3:23
2. "Homo Christmas" – 2:29
3. "Touch My Joe Camel" – 2:48
4. "I Really Wanted You" – 2:47
5. "Manada" – 2:10
6. "Bad Boyfriend" – 2:38
7. "Vicious Beauty" – 5:03

Live in Chicago - November 18, 1994
1. "Fem In A Black Leather Jacket (Live)" – 1:58
2. "The Cocksucker Club (Live)" – 2:12
3. "Fuck Buddy (Live)" – 2:14
4. "Versatile (Live)" – 2:43

Live on Italian television - November 26, 1998
1. "Bad Boyfriend (Live)" – 2:43
2. "interview" – 3:29
3. "You're Gonna Need Your Friends (Live)" – 3:00
4. "The Best Revenge (Live)" – 4:58